# Moïta
Moïta (korziško Moita) je naselje in občina v francoskem departmaju Haute-Corse regije - otoka Korzika. Leta 1999 je naselje imelo 76 prebivalcev.

## Geografija
Kraj leži v vzhodnem delu otoka Korzike na robu naravnega regijskega parka Korzike, 73 km južno od središča Bastie.

## Uprava
Moïta je sedež kantona Moïta-Verde, v katerega so poleg njegove vključene še občine Aléria, Ampriani, Campi, Canale-di-Verde, Chiatra, Linguizzetta, Matra, Pianello, Pietra-di-Verde, Tallone, Tox, Zalana in Zuani s 4.405 prebivalci.
Kanton Moïta-Verde je sestavni del okrožja Corte.
1. ↑  »Populations légales 2016«. Nacionalni inštitut za statistične in gospodarske raziskave. Pridobljeno 25. aprila 2019.